# Tachyancistrocerus cyprius
Tachyancistrocerus cyprius är en stekelart som först beskrevs av Pittioni 1950.  Tachyancistrocerus cyprius ingår i släktet Tachyancistrocerus och familjen Eumenidae. Inga underarter finns listade i Catalogue of Life.